# Konstnärernas Riksorganisation
Konstnärernas Riksorganisation, KRO, är de svenska konstnärernas fackliga organ. Det bildades januari 1937. Sedan 2015/2017 ingår även det tidigare KIF, vilket samlade landets konsthantverkare och industriformgivare.
Organisationen utger som medlemstidning tidskriften Konstnären.

## Historia
I "Onsdagsakademien" med bland annat Olle Hjortzberg, Otte Sköld, Sven X:et Erixson och Emil Johanson-Thor diskuterade man hur man skulle kunna samla alla konstnärerna i en enda "fackförening", för att kunna bevaka sina rättigheter och skyldigheter. 
I den första styrelsen var Erik Lindeberg ordförande och Emil Johanson-Thor vice ordförande. Övriga styrelseledamöter var Carl Gunne, Olle Hjortzberg, Ewald Dahlskog, Eigil Schwab och Johan Lundquist. Som representanter för landsorten ingick även Sigfrid Ullman, Johan Johansson, Hugo Gehlin och C.G. Christensson.
De krävde bland annat ett aktivt statligt stöd till Sveriges konstnärer. Det blev sedan Statens konstråd, och efter amerikanskt och tyskt mönster en enprocentsregel, som innebär att en procent av kostnaderna för statlig nybyggnad ska avsättas till konstnärlig utsmyckning.
Under beredskapsåren utfärdade man ett slags passerkort "frikort till naturen" för att förhindra att man i fortsättningen blev misstänkta för spionage.
2008 lyckades man, tillsammans med bland andra Sveriges konsthantverkare och industriformgivare, få igenom ett beslut om statligt ramavtal för konstnärers medverkan och ersättning vid utställningar, det så kallade MU-avtalet. 2015 slogs de båda organisationerna samman, och 2017 återgick den sammanslagna organisationen till namnet Konstnärernas Riksorganisation.

## Ordförande
Några av de konstnärer som varit ordförande för organisationen sedan starten.
- Erik Lindeberg, 1937–19xx
- Donald William-Olsson, 1941–1946
- John Lundqvist, 1946–1948
- Nils Sjögren, 1948–1952
- Gunnar Pers, 1952–1956
- Arne Cassel, 1956–1958
- Erik Byström, 1958–1960
- Kurt Ullberger, 1960–1964
- Birger Mörk, 1964–1966
- Lars Stenstad, 1966–1968
- Bo Ahlsén, 1968–1970
- Georg Suttner, 1970–1972
- Margareta Carlstedt, 1972–1974
- Dag Malmberg, 1974–1981
- Karin Willén, 2005–2013
- Katarina Jönsson Norling, 2013–2019
- Sara Edström, 2019–